# (20204) Yuudurunosato
(20204) Yuudurunosato (1997 EV25) – planetoida z grupy pasa głównego asteroid okrążająca Słońce w ciągu 4,53 lat w średniej odległości 2,74 j.a. Odkryta 1 marca 1997 roku.